# De Houw
De Houw is een buurtje in de gemeente Het Hogeland in de provincie Groningen. Het ligt halverwege Ulrum en Leens, ten zuiden van de N361 (waar vroeger de Marnelijn liep). De Houw ligt op een oude kwelderwal die zich in de vroege middeleeuwen heeft gevormd. Vanaf de 9e eeuw werden er op de kwelderwal wierden opgeworpen. Twee daarvan liggen bij De Houw; de bewoonde Grote Houw aan noord- en zuidoostzijde van de weg en de nu onbewoonde Kleine Houw aan zuidwestzijde van de weg. In de nabijheid vinden we de Houwsterwierden en de boerderij Westerhouw. Bij De Houw werd in 1839 een oude schandpaal als grenspaal tussen beide gemeenten geplaatst.

## Naam en geschiedenis
De oudste vermeldingen van De Houw zijn De Houa (eind 10e eeuw) en in Hova. De naam komt mogelijk van het Oudfries howa, dat 'hoeve' of 'aandeel in een hoeve' betekent; hoeve staat daarbij voor een gemeenschappelijk veld. Dat zou erop kunnen wijzen dat het om het buitengebied van een ander dorp ging. Een andere verklaring suggereert dat houw hetzelfde betekent als 'valge' (akkers bij een wierde) of als 'hofstede'.
De wierdedorpen De Houw en Tuins vormden samen het kerspel Leens. Op de grens van beide dorpen werd in de 9e eeuw een nieuwe kerk gebouwd, die het centrum werd van de proosdij De Marne. Het grondgebied van deze parochie strekte zich uit vanaf de waddenkust tot de oevers van het latere Reitdiep. Vliedorp en Hornhuizen waren hoogstwaarschijnlijk dochternederzettingen.
De naam van De Houw klinkt door in de dorpsnamen Houwerzijl (de oude sluis voor de afwatering van het dorpsgebied van De Houw, gedempt in 1729) en Hornhuizen. De Kroniek van Bloemhof vermeldt dat in 1247 de kerk van Howerahusum werd platgebrand. Dit gebeurde kennelijk in het kader van een jarenlange vete in Hunsingo, waarbij de ene partij (uit Eenrum) steun kreeg uit Groningen en Middag-Humsterland, terwijl de andere (uit Uithuizen) kon rekenen op hulp uit Fivelingo, Drenthe en Vredewold. De Tegenwoordige Staat van 1794 beweert dat het zou gaan om een verdwenen kerk in de Kleine Houw. Het dorp Howerahusum als 'huizen van de Houw' zou dan een dochternederzetting van de Grote Houw zijn. Sporen van zo'n kerk zijn echter nooit gevonden en het ligt meer voor de hand dat Hornhuizen wordt bedoeld.
Kerkelijk zou De Houw volgens sommige auteurs een tijdlang bij Vliedorp hebben gehoord, waarheen een doorgaande weg liep die later door het graven van het trekdiep naar Ulrum (de voorganger van het Hunsingokanaal) werd onderbroken. In de 17e en 18e eeuw viel De Houw - samen met het noordwestelijker gelegen buurtje (De) Klei - onder het kerspel Leens. Bestuurlijk behoorden beide buurten al in 1445 tot de rechtstoel van het Grote Reedschap te Ulrum. De Houw had wel recht op een eigen volmacht in het bestuur van het Houwerzijlvest, terwijl Tuins binnen de rechtstoel Leens aanvankelijk een eigen wedman had.

## Kleine Houw
Over de Kleine Houw liep vroeger de Houwenerweg naar De Haar en Ulrum. In de 19e eeuw schrijft Van der Aa dat in de wierde 'nog overal veel puin' werd gevonden. Dat zou er volgens hem op wijzen dat er voor de 19e eeuw veel meer huizen op de Kleine Houw zouden hebben gestaan. In zijn tijd stonden er twee boerderijen en drie arbeidershuizen, waar ongeveer 25 mensen woonden. De zuidelijke boerderij heette Houwingaheerd. Aan westzijde van de wierde stond nog een boerderij, waarvan de landerijen voor de reformatie deels aan het Jacobijnenklooster van Winsum behoorden. De eigenaren van Houwingaheerd verkregen in 1794 het bloot eigendom van de andere boerderij en in 1834 het volledige eigendom. Eind 19e eeuw werd deze boerderij waarschijnlijk afgebroken. Ook de laatste twee arbeidershuisjes verdwenen toen. In 1908 werd ook boerderij Houwingaheerd afgebroken en hetzelfde jaar ten westen van Kleine Houw herbouwd als boerderij Westerhouw. Het voorhuis van deze boerderij is naar ontwerp van Pieter Marinus Arnoldus Huurman opgetrokken in overgangsarchitectuur met elementen uit de jugendstil (art nouveau) en chaletstijl. en vormt een rijksmonument. Rondom de tuin lag vroeger een landschapstuin, die waarschijnlijk ontworpen was door Jan Vroom sr..
Oorspronkelijk bestond de Kleine Houw uit twee wierden. Na 1950 werden beide onbebouwde hoogten deels afgeschoven naar de laagten ernaast.

## Grote Houw
Op de Grote Houw staan drie boerderijen. In het noordwesten (Leensterweg 53) staat een naamloze boerderij met een voorhuis uit 1911. De schuren zijn ouder. Ten oosten van deze boerderij staat boerderij Algersmaheerd (Leensterweg 57), een voormalige edele heerd, die reeds genoemd wordt in 1445. Wanneer de huidige gebouwen zijn gebouwd is onbekend. De schuur werd verlengd in 1873 en het woonhuis verbouwd in 1957. Een tweede schuur werd gebouwd in 1925. Ten zuiden van beide boerderijen staat aan de weg en boven op de wierde boerderij De Houw (Leensterweg 55). Aan deze boerderij was volgens overlevering het recht van zwanendrift verbonden. Vlak voor de Eerste Wereldoorlog bestond het plan om de boerderij op de Grote Houw af te breken en de wierde af te graven om te verkopen als wierdegrond, waarna de boerderij weer zou worden herbouwd. Door tussenkomst van de oorlog ging dit echter niet door. Het bouwjaar van voorhuis en schuur is onbekend. Het woonhuis is in 1875 vergroot. Een bijschuur werd in 1980 gesloopt. Sinds 1976 is De Houw geen boerderij meer. Ten oosten van de drie boerderijen en de wierde stond vroeger een arbeidershuis, waar later een bungalow is gebouwd.
Het deel van de wierde ten zuiden van de weg werd in 1967 geëgaliseerd toen het werd omgevormd tot akkerland. Er ligt nog wel een dobbe in het land.
Ten oosten van de Grote Houw staat de villa Oosterhouw, die in 1868 in opdracht van de Leenster notaris Hajo Albert Spandaw werd ontworpen in eclecticische stijl en bij een verbouwing in 1905 ook elementen van jugendstil kreeg. De oorspronkelijke landschapstuin werd rond 1990 door landschapsarchitect en bewoner Klaas Noordhuis met een halve hectare uitgebreid, waarbij hij vier stijlen verwerkte, die elk een kwart van de tuin beslaan; een classicistische tuin, Engelse tuin, architectonische tuin met strakke geometrische vormen en een op de natuur geïnspireerd gedeelte. Ten oosten van Oosterhouw staat een villa aan de Hoofdstraat 33. Deze werd in 1910, 2 jaar na de bouw van Westerhouw gebouwd als rentenierswoning voor de bewoners daarvan en is eveneens door architect Huurman ontworpen in jugendstil. Oosterhouw en de naastgelegen renteniersvilla vormen rijksmonumenten.

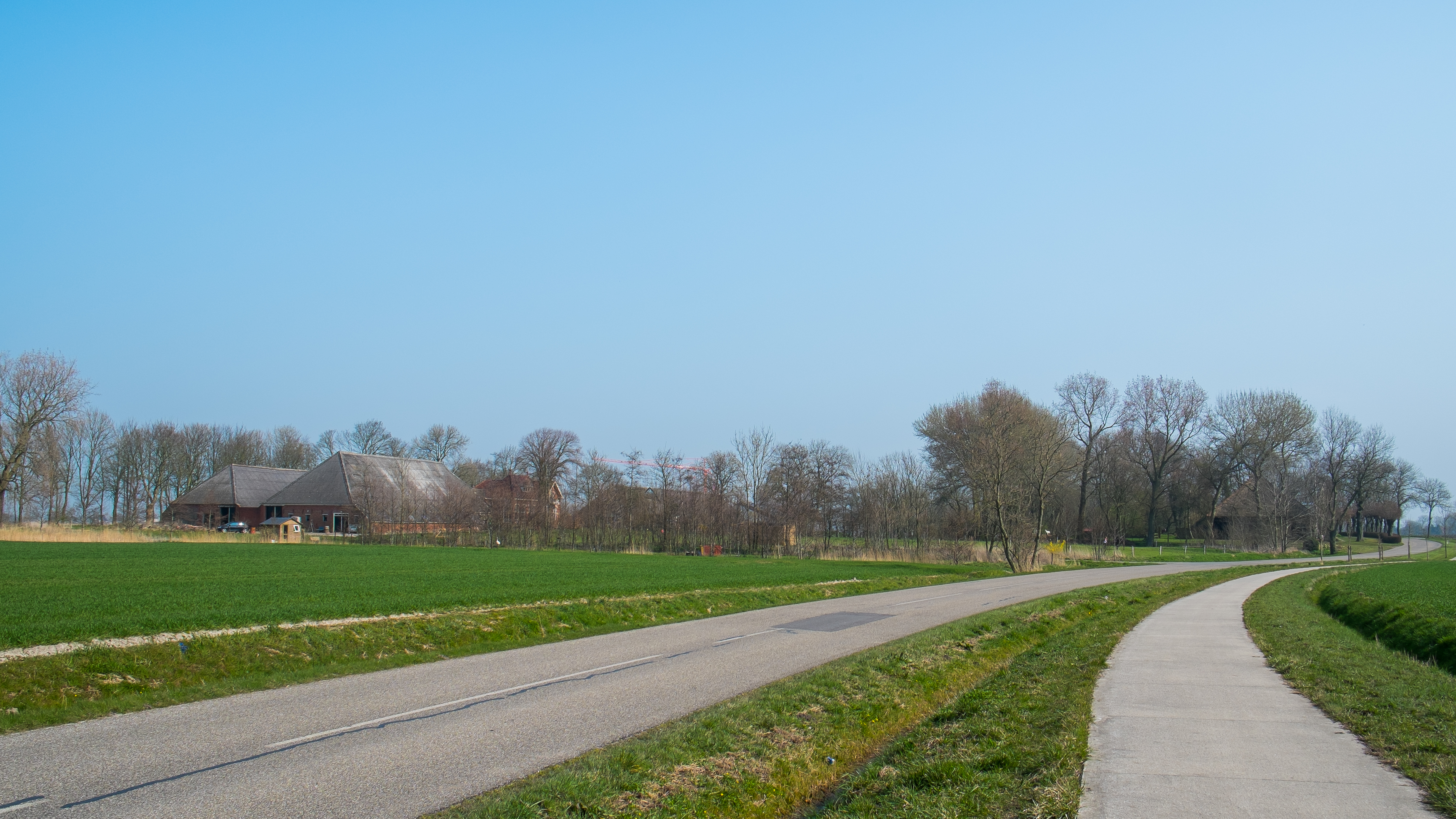
Gezicht op de Grote Houw vanaf de richting Ulrum met linksachter boerderij Leensterweg 53.
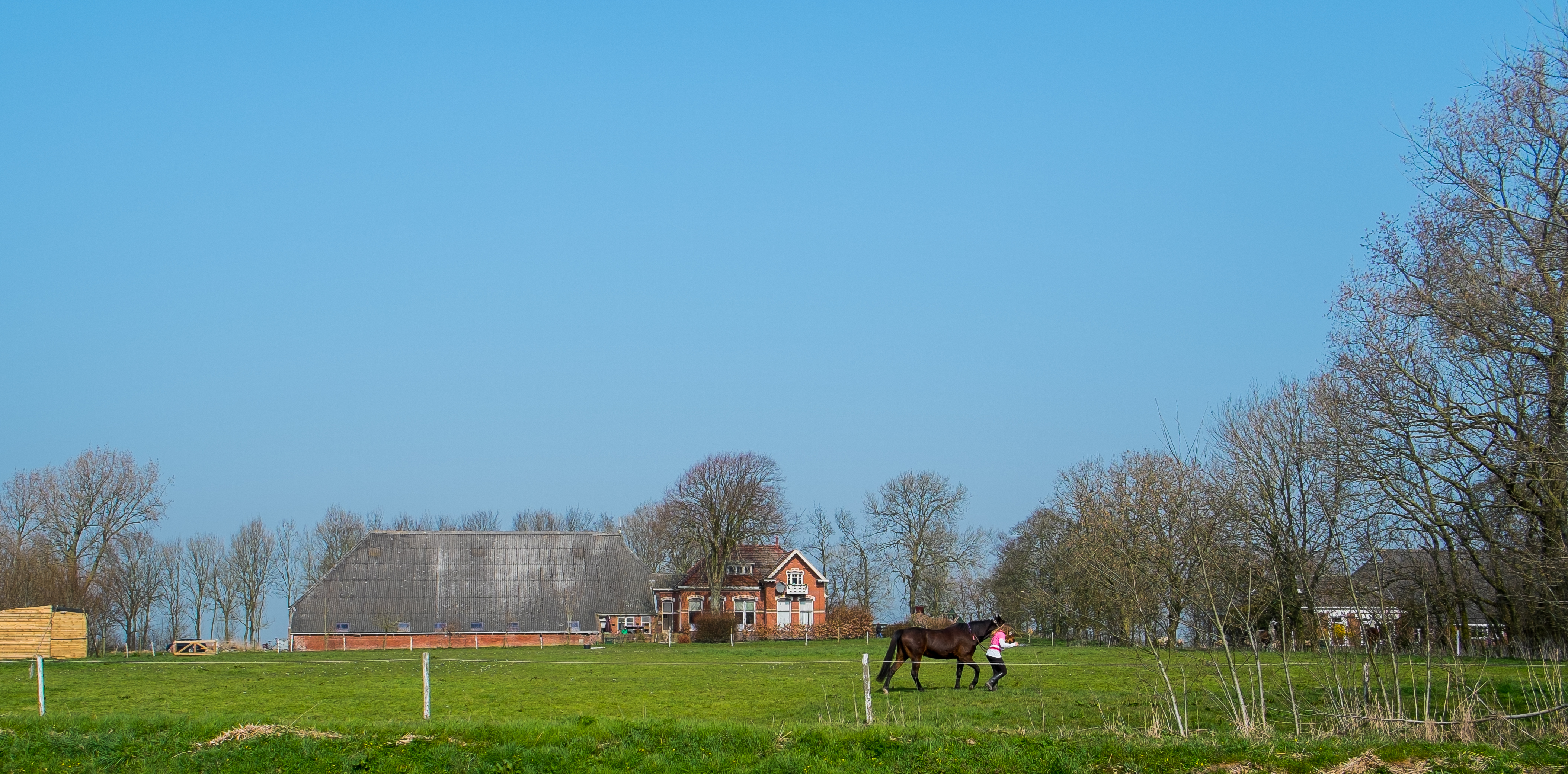
De Grote Houw vanaf de weg met linksachter boerderij Leensterweg 53 en rechtsachter boerderij Algersmaheerd (Leensterweg 57)
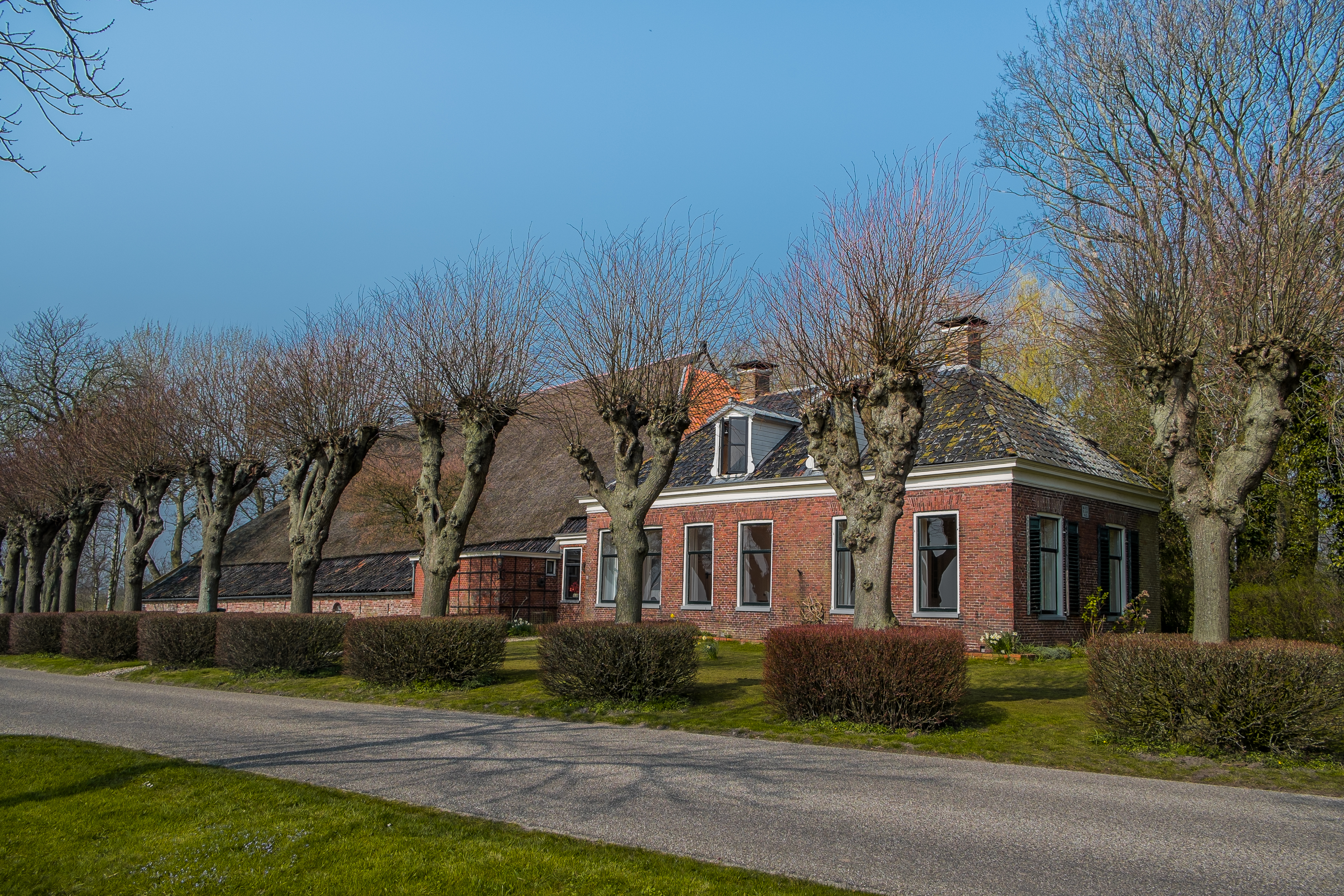
Boerderij De Houw
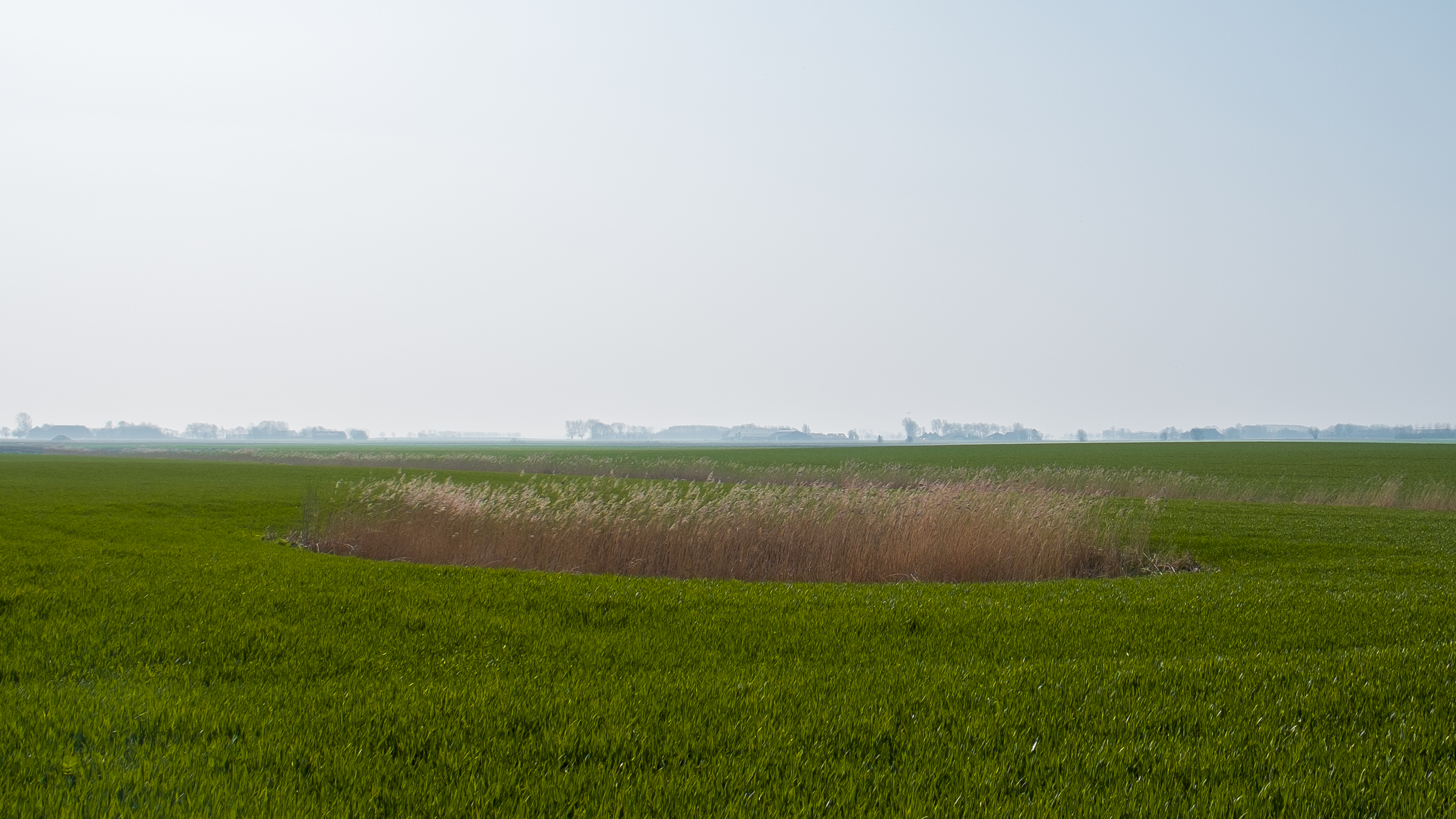
Dobbe aan zuidzijde van de weg

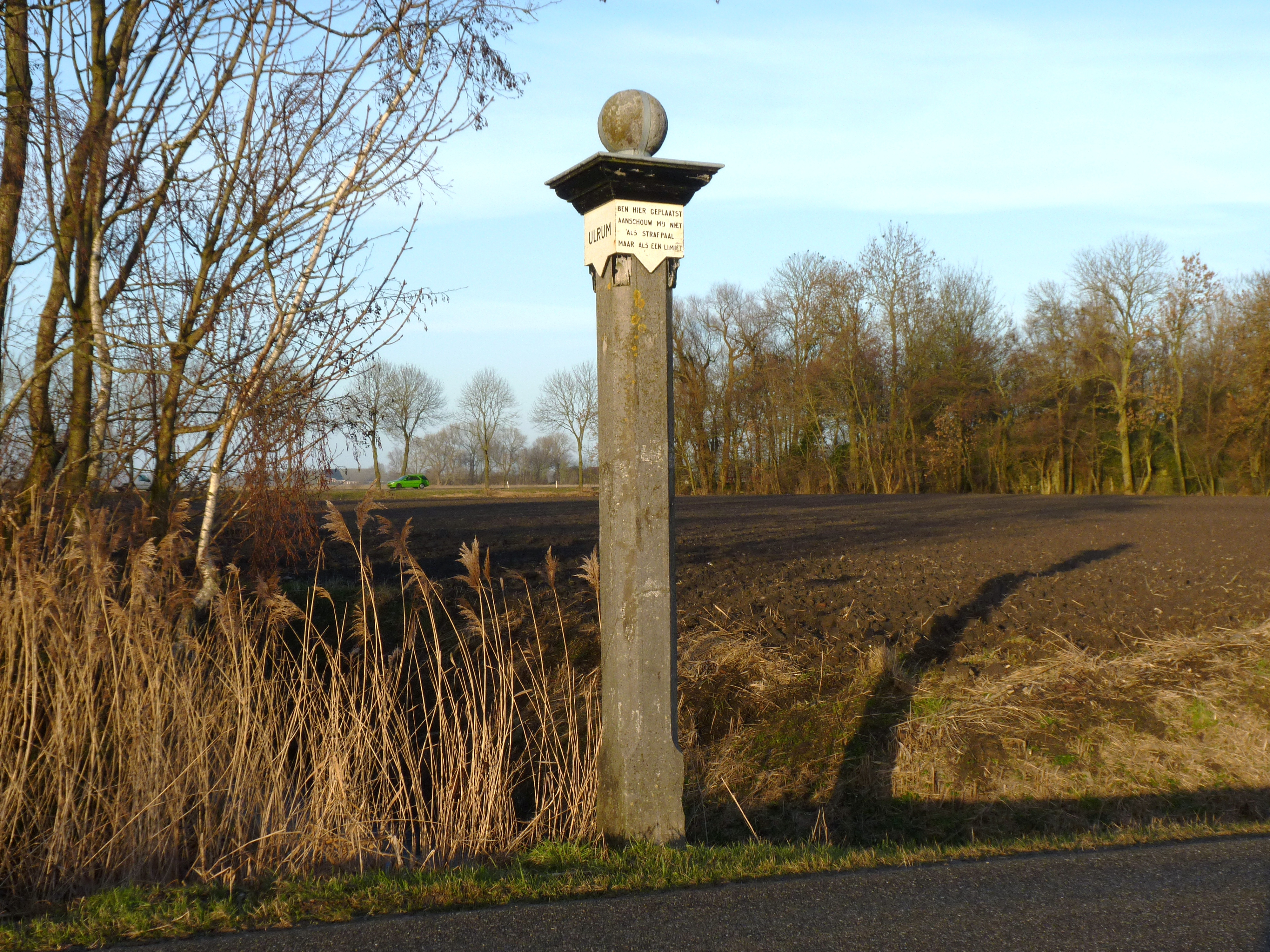
Grenspaal/kaak

## Grenspaal
Aan oostzijde van De Houw staat de vroegere grenspaal tussen de oude gemeenten Leens en Ulrum. Deze paal is de oude kaak die vroeger in Leens stond op de kruising van de Wilhelminastraat met de Hoofdstraat, bij het vroegere rechtshuis. In de Franse Tijd werd de kaak afgeschaft en werd de paal weggehaald, om tot 1839 in weer en wind bij het kerkhof te liggen. Dat jaar liet de Ulrumse burgemeester Bazuin die op De Houw woonde de paal hierheen verplaatsen als grenspaal ter vervanging van een witte paal, die wegens vervallenheid moest worden vervangen. Op de paal staat het gedicht 'k Ben hier geplaatst, / Aanschouw mij niet / Als Strafpaal, / Maar als een limiet., dat werd geschreven door de Leenster schoolmeester Jakob Pieters Beukema, die de dichtwedstrijd won om deze tekst te mogen plaatsen. De enige andere inzending hiervoor was van Ulrummer Marten Douwes Teenstra en luidde Voorheen diende ik / voor schande en straf / Thans scheid ik Leens / van Ulrum af. De paal vormt nu een rijksmonument.
Hoofdplaats: Uithuizen

Dorpen: Adorp · Den Andel · Baflo · Bedum · Eenrum · Eppenhuizen · Hornhuizen · Houwerzijl · Kantens · Kloosterburen · 't Lage van de Weg · Lauwersoog · Leens · Leenstertillen · Lutjewolde · Mensingeweer · Molenrij · Niekerk · Noordwolde · Oldenzijl · Onderdendam · Onderwierum · Oosteinde · Oosternieland · Pieterburen · Rasquert · Rodewolt · Roodeschool · Rottum · Saaxumhuizen · Sauwerd · Startenhuizen (deels) · Stitswerd · Tinallinge · Uithuizermeeden · Ulrum · Usquert · Vliedorp · Vierhuizen · Warffum · Warfhuizen · Wehe-den Hoorn · Westerdijkshorn · Westernieland · Wetsinge · Winsum · Zandeweer · Zoutkamp · Zuidwolde · Zuurdijk

Buurtschappen, gehuchten, wierden en buurten: 1e Nijhoezen · 2e Nijhoezen · 't Aagt · Abbeweer · Alinghuizen · Arwerd · Barnegaten · Bellingeweer · Bethlehem · Beusum · Bokum · Breede · Broek · Het Bultje · De Dingen · De Raken · De Vennen · Den Haver · Deikum · Doodstil · Douwen · Duisterwinkel · Eelswerd · Eemshaven · Elens · Ellerhuizen · Ernstheem · Ewer · Grijssloot · Groot Maarslag · Groot Wetsinge · De Haar · Hammeland · Den Hander · Harssens · Hefswal · Hekkum · Helwerd · Heuvelderij · Hiddingezijl · Holwinde · De Hoogte · De Horn · De Houw · 't Houweel · De Hucht · Kaakhorn · Katershorn · Kattenburg · Klei · Kleine Huisjes · Klein Garnwerd · Klein Maarslag · Klein Wetsinge · Kolham · Koningslaagte · Koningsoord · De Knijp · Kruisweg · Lutje Marne · Lutke Saaxum · Maarhuizen · (Marnehuizen) · Menkeweer · Menneweer · Midhalm · Midhuizen · Mollenhuizen · Nijenklooster · Noordpolder · Noordpolderzijl · Obergum · Oldenzijl · Oldorp · Oosterhorn · Oosterhuizen (Eenrum) · Oosterhuizen (Zuidwolde) · Oudedijk · Oudeschip · Paapstil · Panser · Plattenburg · Polen · Ranum · Reidland · Roodehaan · Schapehals · Schaphalsterzijl · Schilligeham · Schouwen · Schouwerzijl · Sint Annerhuisjes · 't Stort · De Streek · Takkebos · Ter Laan · Tijum · Valcum · Valom · Wadwerd · Walsweer · Westerhorn (De Marne) · Westerhorn (Hogeland) · Westerklooster · Westpolder · Wierhuizen · Wierum · 't Wildeveld · Willemsstreek · Zevenhuizen